# 撒力菲
撒力菲（英語：Waisale Serevi，1968年5月20日—）是斐济国家橄榄球联盟队前运动员，教练，世界橄榄球名人堂成员。

## 生平
他参加了1993年、1997年、2001年和2005年的香港國際七人欖球賽，于1997年和2005年为斐济赢得世界盃盟主，并被评为最有價值球員。